# Rio Cotia
Il Rio Cotia è un affluente del fiume Tietê nello Stato di San Paolo in Brasile.